# Белорусская резь
Белорусская резь ― художественная резьба по дереву, способ обработки дерева методом вырезания орнаментальных или сюжетных композиций. Этим термином в искусствоведении обычно обозначают декоративно-ажурную резьбу белорусских мастеров в храмах и дворцах Московского государства XVII века.

## История возникновения

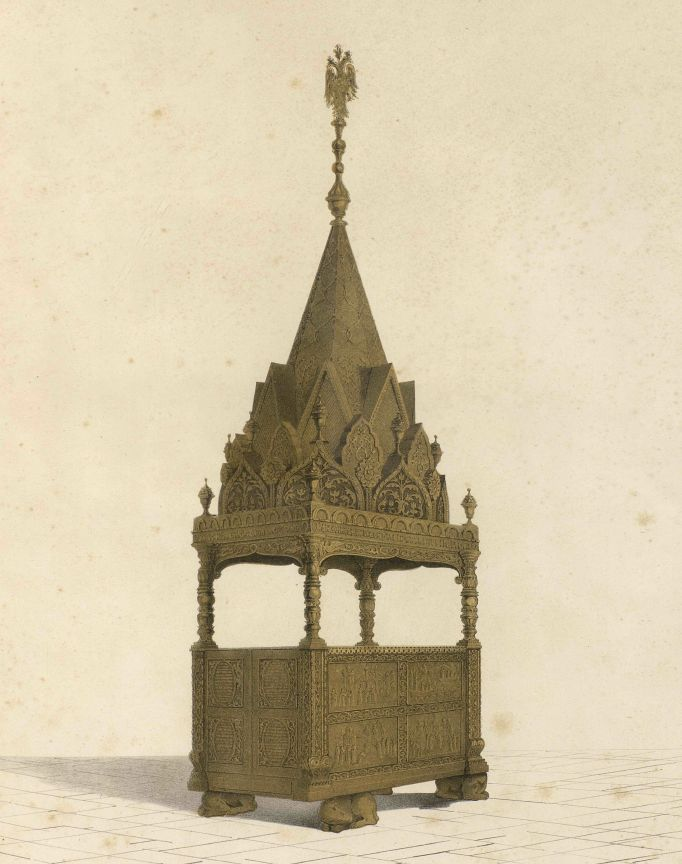
Царское место в Успенском соборе

Художественная резьба по дереву как вид декоративно-прикладного искусства известна в Белоруссии с XII века. Искусствоведение различает контурную резьбу, выемчатую, рельефную и сквозную (ажурную).
Сквозная резьба обычно не имела фона, представляла собой ажурную композицию. По узору в плоскостях различают плоско-ажурную или объёмно-ажурную резьбу.
Последняя имела карниз, профилированные рамки, покрывавшиеся поперечными желобками, ― это придавало поверхности изделия волнообразный вид. Затем поверхность покрывалась левкасом (меловым грунтом) и сусальным золотом. Когда солнечные лучи сквозь окна храма падали на поверхность, казалось, что плещется огонь. Возможно, поэтому резьбу стали иногда называть флемской (от немецкого die Flamme ― пламя). Прорезные колонки украшались виноградной лозой и листьями, цветами, плодами ― декоративными мотивами западноевропейского барокко. И. Л. Бусева-Давыдова считает, что «флемский» произошло от «der Flame» (фламандец) или «flämisch» (фламандский), и указывает на происхождение этого стиля: похожая резьба практиковалась в католических монастырях Фландрии, откуда членами ордена перенесена в Польшу и Великое княжество Литовское.
Но белорусская резьба значительно отличается от западной флемской ― плоскостной и служащей лишь фоном или обрамлением для скульптуры. В русской православной церкви, в отличие от католической, круглая скульптура не дозволялась, деревянные скульптуры были пристенными, без кругового обхода. Белорусская резьба принесла в интерьер церкви объём, став, по сути малой скульптурой растительных форм. Ордерные элементы ― балясины, колонки, фиалы, вазоны ― украшались европейским орнаментом позднего ренессанса и раннего барокко: виноградные гроздья, цветы, райские плоды, декоративные рамки-картуши.
Историк И. Е. Забелин писал: «…флемская с высоким рельефом резьба более похожа на скульптуру из дерева… Хитрые переплетения веток и орнаментных мотивов с цветами, плодами, виноградом и его листьями».
Примером такой «навылетной белорусской рези» может служить 4-ярусный иконостас церкви Никольского монастыря в Могилёве, иконостас Георгиевской церкви в Давид-Городке, иконостас Троицкой церкви витебского Троицкого Маркова монастыря, алтарные царские врата витебской Юрьевской церкви, алтарные врата в гродненском костёле иезуитов, алтарь костёла францисканцев в Пинске, резные киоты в Ветке и др.

## Белорусская резь в Московском государстве

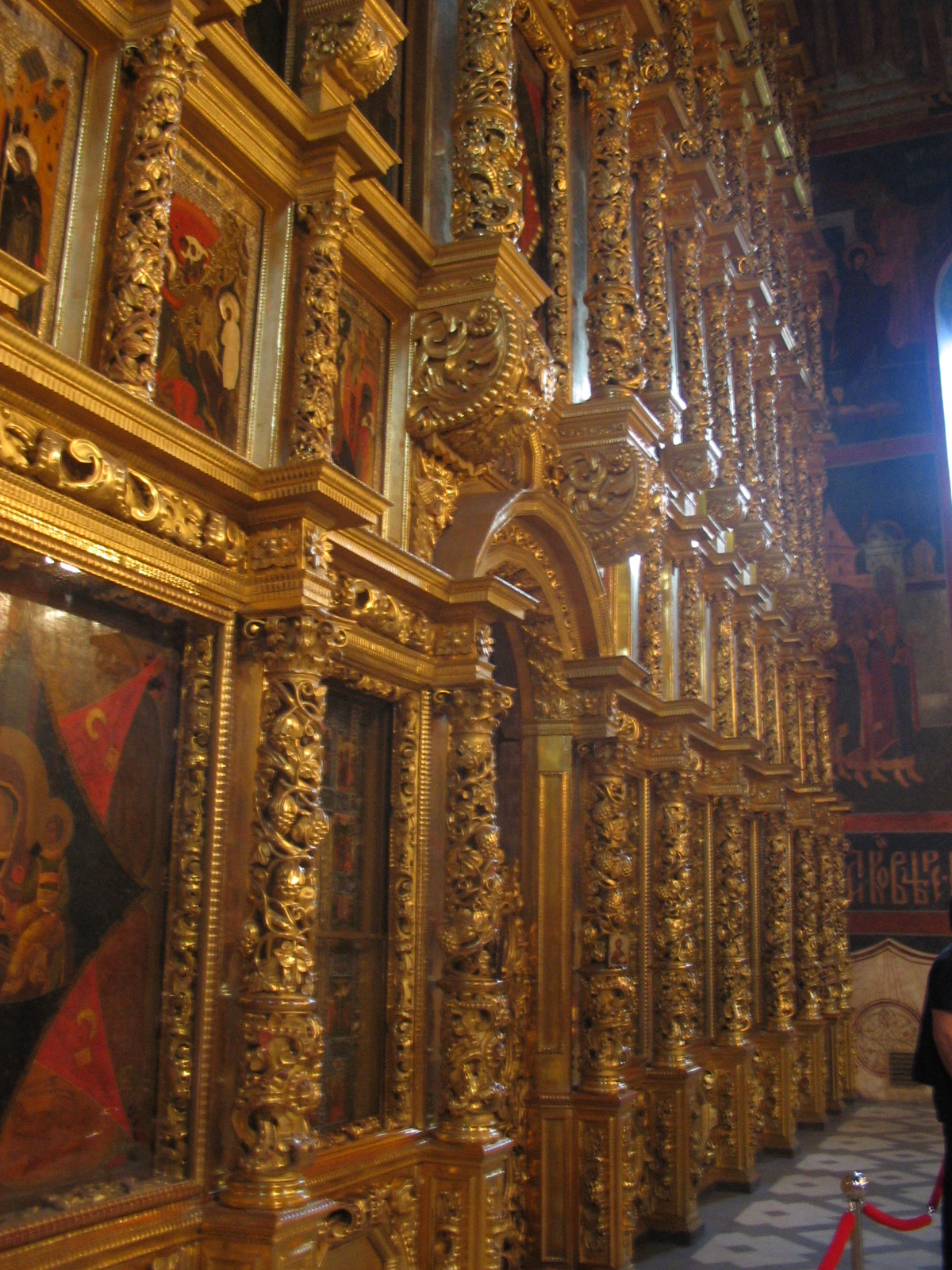
Иконостас Смоленского собора Новодевичьего монастыря в Москве

К XVII веку убранство русских царских и боярских теремов становится богаче. Делается разнообразнее интерьер церквей: алтарные врата украшаются резьбой, иконы разделяются резными или расписными столбиками. Однако, как отмечал М. В. Красовский, « хотя у таких иконостасов каждая их икона является обрамленной со всех сторон, но боковые части обрамлений настолько ещё не рельефны, что теряются в общей массе иконостаса, и доминирующее значение остается за тяблами».
Патриарх Никон, приветствуя распространение резной пластики, стал выписывать из-за границы «книги мастерские к резному делу в лицах», приглашать в Москву западных мастеров. Под началом Петра Заборовского, группа белорусов изготовила изразцовые иконостасы для Воскресенского собора Новоиерусалимского монастыря на Истре, украсили его собор полихромными изразцами.
Выписывались западные мастера и для отделки московского Кремля: «В прошлых во 164 и во 166 годех по указу великого государя взяты в Оружейную палату из Вильны, из Полоцка, из Смоленска розных дел мастеровые люди с женами и детьми на вечное житье, а на Москве поставлены они во дворех Бронной слободы тяглецов».
Старец Ипполит из Белоруссии вместе с учениками Ефимом Антипьевым, Ларионом Юрьевым и Данилой Григорьевым украсили царскую карету «резными угловыми столбиками и государевыми гербами».
Украшались резьбой царские сундуки, укладки, ризницы, «чудотворные раки». Среди игрушек царевича Фёдора Алексеевича немало игрушек, вырезанных кремлёвскими мастерами.
В «Архиве Оружейной палаты» сохранилась биография Клима Михайлова, явно записанная с его слов: «Он, Климка Михайлов, родом иноземец Шклова города, делает резное дело под золото да столярное дело. А в первую службу взял его добровольно в Шклове боярин князь Григорий Семенович Куракин, и жил он у него в Москве без крепости с год, и женил он его у себя на дворовой своей девке Анютке, и женясь пожил он у него с год, и отдал его бывшему патриарху Никону на время, тому ныне одиннадцать лет. И с тех мест жил он в Воскресенском монастыре восемь лет». Поступив на службу в Палату резных и столярных дел московского Кремля, Клим Михайлов стал помощником главы мастеров монаха старца Арсения из оршанского Богоявленского Кутеинского монастыря, а после его кончины в 1681 году, главным резчиком.
В Палате числилось более 20 резчиков-белорусов. Вместе с Арсением и белорусом Степаном Зиновьевым Михайлов в 1668 году работал по царскому заказу над созданием «Иорданской сени» ― нечто вроде шара, где во время богослужения находился царь. Колонки и шатёр были украшены цветной росписью и позолоченной белорусской резьбой. Двумя годами позже Климом Михайловым сделана рака для мощей св. Саввы Вишерского. В 1667―1668 гг. участвует в оформлении белорусской резью Коломенского дворца царя Алексея Михайловича.
Огромный дворец украсили раскрашенной объёмной резьбой: ею украшались все крыльца, крыши, галереи, двери, наличники окон. Резьба наличников, например, представляла собой трёхгранно-выемчатые прорезки порезки, жгутики в 1-3 ряда, зубчики, желобки, дыньки, бочки.
Об этой работе белорусских мастеров написал Вс. Н. Иванов в романе «Чёрные люди».
Симеон Полоцкий, побывав на открытии дворца, написал стихи, дающие некоторое представление о работе резчиков

Красоту его мощно равняти

Соломоновой прекрасной палате.

Аще же древо зде не есть кедрово,

но стоит за кедр, истинно то слово.

А злато везде пресветло блистает…

Дом Соломонов тым славен без меры,

яко ваянны име в себе зверы.

И зде суть мнози, к тому и рыкают,

яко живые львы, глас испущают;

Очеса движут, зияют устами,

видится, хощут ходити ногами;

Страх приступити, тако устроенны,

аки живые львы суть посажденны.

Белорусская резь используется в отделке хором царевен Софьи Алексеевны и Екатерины Алексеевны, в создании иконостасов и интерьеров Покровского собора в Измайлово, Валдайского Иверского монастыря, церкви Григория Неокесарийского на Полянке, суздальской Успенской церкви, рязанского Успенского собора, Успенского собора в Дмитрове, Крутицкого теремка, Троицкой церкви в Останкино.
В 1683―1685 гг. белорусская резь ― главный элемент пятиярусного иконостаса Смоленского собора Новодевичьего монастыря в Москве.
Белорусской резью (плодами райского сада ― виноградными гроздьями, цветами, плодами смоковницы) оформлен семиярусный, высотой в 43 метра, иконостас псковского Троицкого собора. Конструкция иконостаса проста: рама с прямоугольной сеткой вертикалей (консолей и колонн) и горизонталей (карнизов). Центральные иконы являются осью симметрии, поддерживающей устремление кверху. Резьба, идущая по простой конструкции иконостаса, придаёт ему пространственность, игрой светотени создаёт видимость движения.

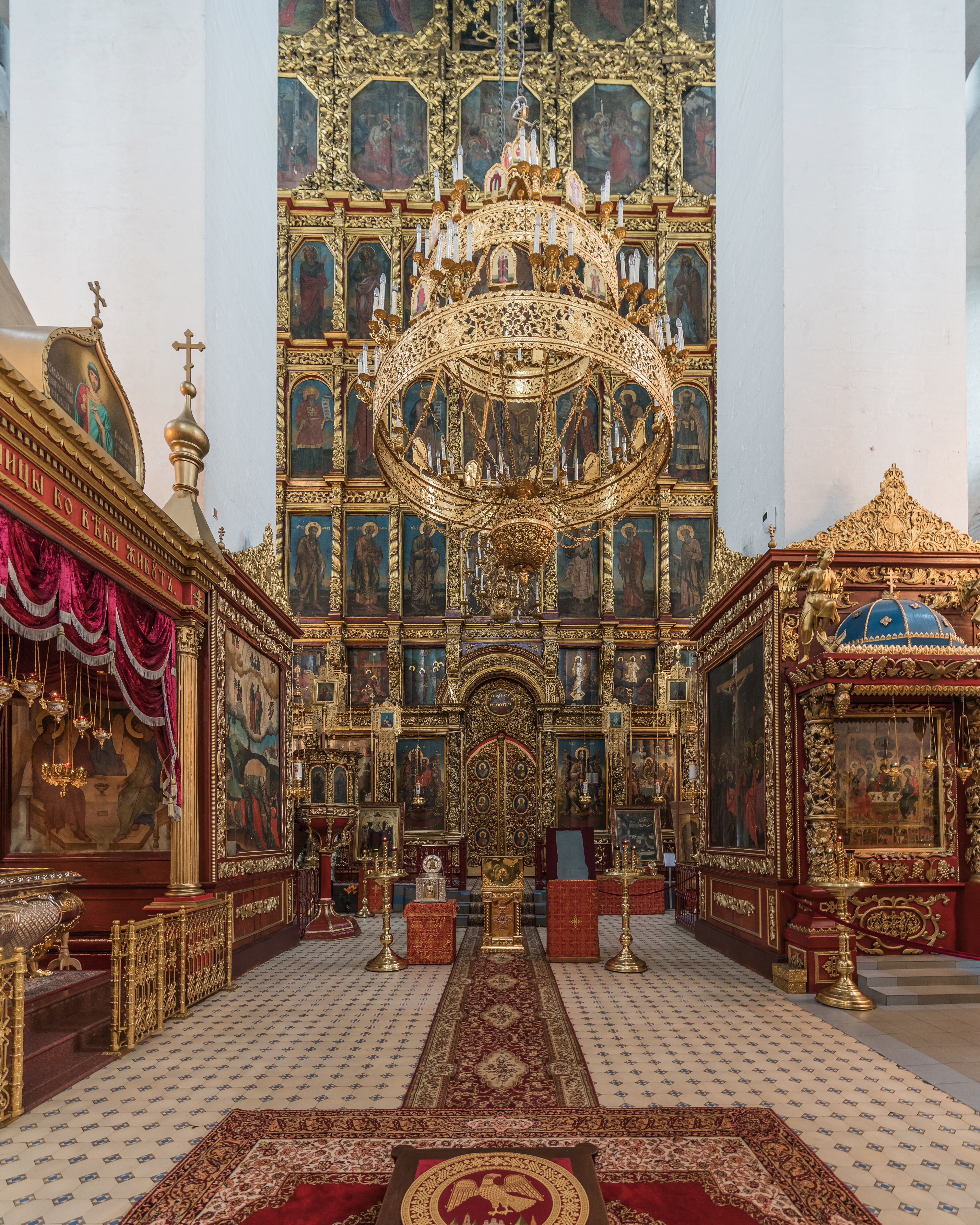
Иконостас Псковского Троицкого собора

Белорусская резь видна в иконостасе московской Покровской церкви в Медведково.

## Инструменты для белорусской рези
До XVII века резчики Белоруссии пользовались ножом и топором. Для плоской и рельефной (глухой) резьбы они подходили. Для новой ажурной пропильной резьбы понадобились новые, более сложные инструменты. Так в рабочем арсенале резчиков появились продольная пила, тесла, долоты и стамески, рубанки. В «Архивах Оружейной палаты» имеется документ 1667 года ― «Роспись столяренной монастырской снасти мастера Климка Михайлова с товарыщи». Это ― «6 стругов больших, 6 шархеблей (рубанки), 25 стружков малых, 25 дорожников малых, 6 пил больших и средних и малых, 17 круглых долот больших и малых, 15 косых долот, 5 долот прямых, 8 кривых долот, 5 клепиков, кружало, 4 молота, 9 долот токаренных, буравчик, 2 шила, семеры тиски деревянных, 5 досок на чём делают столяренное дело».